# NGC 1288
NGC 1288 é uma galáxia espiral barrada (SBc) localizada na direcção da constelação de Fornax. Possui uma declinação de -32° 34' 35" e uma ascensão recta de 3 horas, 17 minutos e 13,2 segundos.
A galáxia NGC 1288 foi descoberta em 19 de Novembro de 1835 por John Herschel.